# 양재운수
양재운수(良才運輸)는 서울특별시 서초구의 마을버스 업체이고, 본사는 서울특별시 서초구 우면동에, 차고지는 서울특별시 서초구 양재동에 있다.

## 노선
- ● 서초08번: 서울추모공원 ↔ 양재역 (구 서초마을 07-2번)
- ● 서초20번: 서초더샵포레 ↔ 양재역 (구 서초마을 07-1번)

## 보유차량
하이거 하이퍼스 1609, 뉴 카운티와 그린시티로 운행 중이다